# Gehn (Höhenzug)
Der Gehn ist ein kleiner Höhenzug zwischen Bramsche und Ueffeln und gehört zum Osnabrücker Hügelland.
Der Höhenzug verläuft von Nordwesten nach Südosten, ist rund fünf Kilometer lang und durchschnittlich zwei Kilometer breit. Die höchste Erhebung ist der 112 m ü. NHN hohe Gehnberg. Der Gehn bildet die Verbindung zwischen dem Wiehengebirge und der Ankumer Höhe. Er ist – weil durch den Talzug des Flusses Hase vom Wiehengebirge getrennt – als Zeugenberg einzuordnen. Der Gehn ist überwiegend bewaldet und ist nicht – wie die Ankumer Höhe – Teil einer eiszeitlichen Endmoränenstaffel aus dem frühesten Vergletscherungsgeschehen der Saaleeiszeit, dem so genannten Drenthe I-Stadium, sondern ein aus Gesteinen der Jurazeit aufgebauter Höhenzug, der im Zuge der Auffaltung am Ende der Kreidezeit aufgewölbt wurde. In Steinbrüchen des Gehn erreichen Pyrit und Quarz außergewöhnliche Kristallgrößen und es sind Gesteine der Heersumer Schichten aufgeschlossen. Der Gehn ist der am weitesten nach Norden reichende Naturraum der Mittelgebirgsschwelle. 

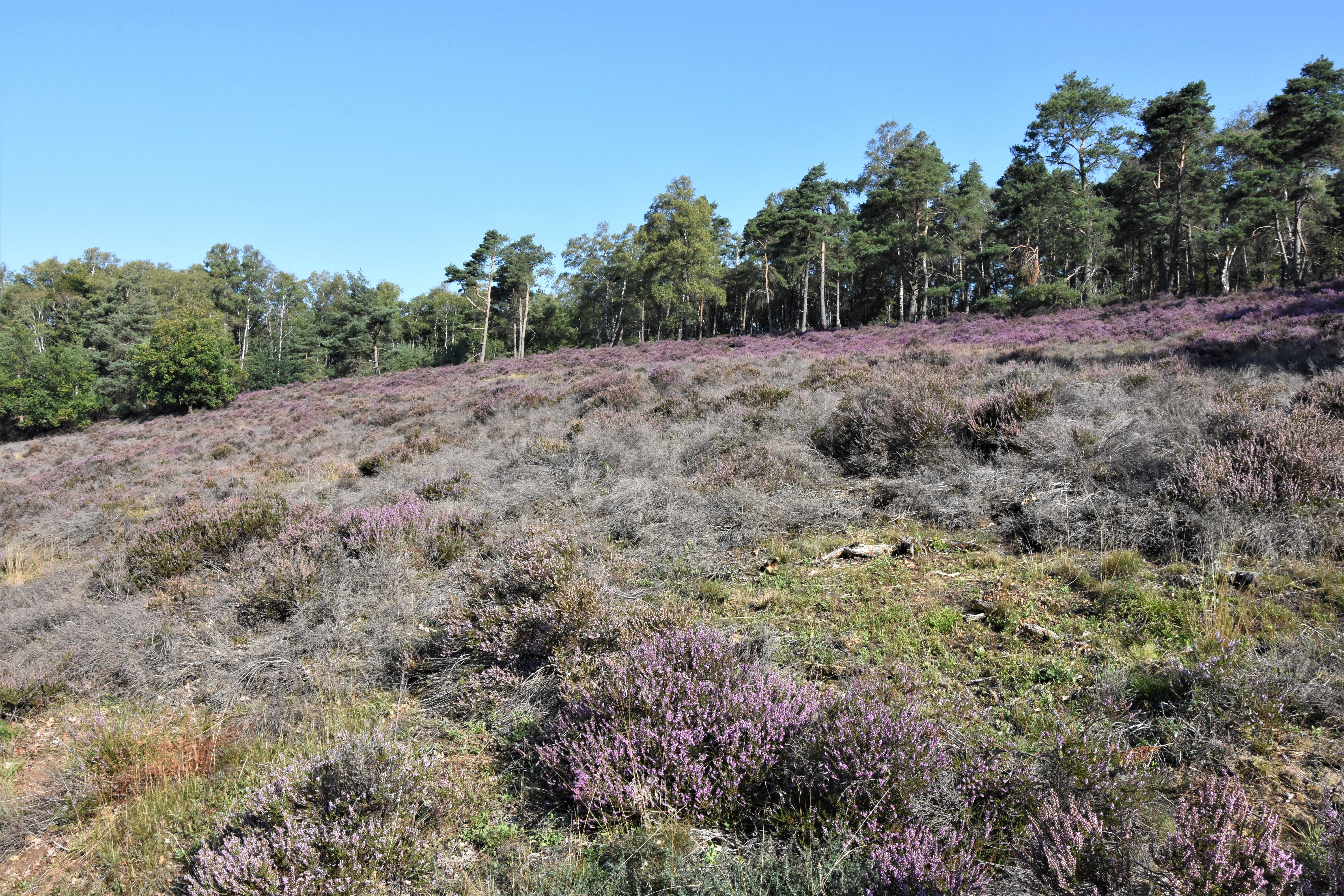
Heidefläche am Gehn

Der Gehn gehört wie das Wiehengebirge und die Ankumer Höhe zum Natur- und Geopark TERRA.vita. Er wird im Uhrzeigersinn von den Ortschaften
Bramsche, Grünegras, Neuenkirchen, Ueffeln und Hesepe umschlossen.

## Erhebungen
Zu den Erhebungen des Gehn gehören:
- Gehnberg (112 m)
- Kettelsberg (108 m ü. NHN)
- Heseper Berg (107,9 m)
- Frettberg (105,9 m)